# Troy, North Carolina
Troy är administrativ huvudort i Montgomery County i North Carolina. Orten hette ursprungligen West's Oldfield. Troy hade 3 189 invånare enligt 2010 års folkräkning.